# Solarpunk

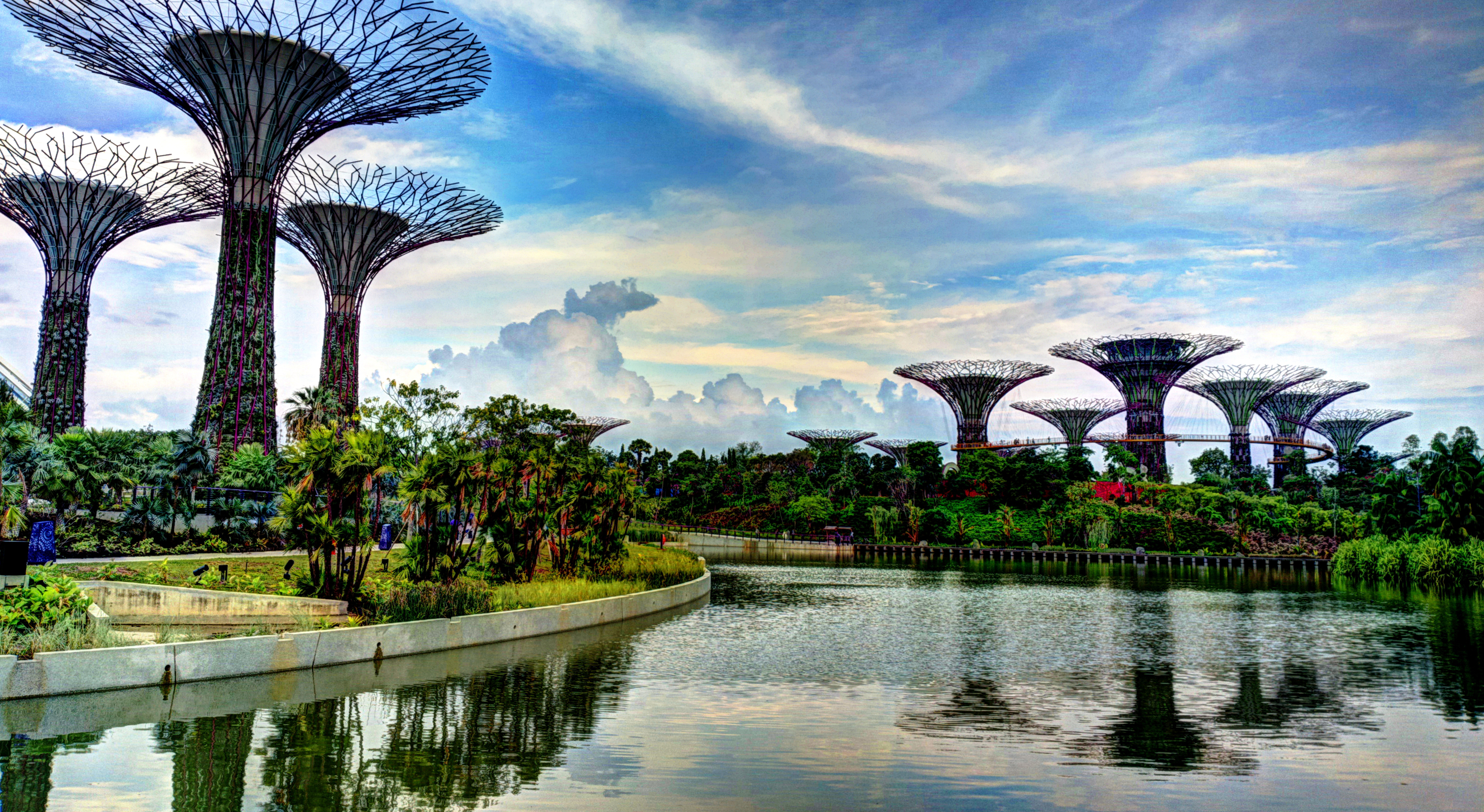
Supertree Grove

Solarpunk is een beweging die optimistische vooruitzichten aanmoedigt in het licht van klimaatproblemen zoals de opwarming van de Aarde en milieuverontreiniging, en sociale ongelijkheid. Solarpunk richt zich op duurzame energie en de technologie daaromheen, zoals zonne- en windenergie, maar ook op low tech en bezigheden die ook goed zijn voor het milieu, zoals tuinieren of het gebruik van niet-gemotoriseerde voertuigen. In België en Nederland wordt de circulaire economie of kringloopeconomie ook gezien als een strategie om de milieueffecten te verminderen en kan ook als onderwerp dienen voor solarpunk.
Solarpunk is een levenshouding met artistieke weerklank in literatuur, beeldende kunst, architectuur, mode, muziek en games.

## Geschiedenis
In 2008 publiceerde de blog Republic of the Bees de post "From Steampunk to Solarpunk" waarin solarpunk geconceptualiseerd wordt als een literair genre geïnspireerd op steampunk. Steampunk stelt zich een nieuwe geschiedenis en wereld voor met stoom als de belangrijkste energiebron in plaats van de traditionele elektriciteit van vandaag. Solarpunk beeldt zich in hoe een toekomst met hernieuwbare energiebronnen als de primaire energiebron eruitziet. Solarpunk is evenzeer schatplichtig aan cyberpunk, een stroming die toekomsten verbeeldt met geavanceerde technologieën en vaak een gebrek aan waardering voor de mensheid. Beide stromingen brengen toekomstbeelden vanuit het perspectief van zorgen voor het heden, waarbij cyberpunk benadrukt hoe het mis kan gaan en solarpunk bedenkt hoe het beter kan.

### Esthetiek
De solarpunk-esthetiek maakt gebruik van natuurmotieven (zoals spiralen) en is zeer decoratief. Er is sterke inspiratie vanuit art-nouveau- en de arts-and-craftsbeweging, en legt vooral nadruk op handwerk zoals we in de arts-and-craftsbeweging. De esthetiek staat steeds ten dienste van het weergeven van een rechtvaardige en duurzame samenleving. Er kunnen elementen van steampunk esthetiek in voorkomen en kleding die verwijst naar diverse culturele achtergronden. 
Steden worden vaak weergegeven in solarpunk kunst. Deze bevatten vaak verticale bossen, zonnepanelen in grootse gebouwen geïntegreerd. Er wordt gestreefd naar een balans tussen techniek en natuur. 

### Politiek
Solarpunk heeft geen specifiek politiek gedachtegoed. Solarpunks worden wel aangemoedigd om te handelen in overeenstemming met solarpunk-overtuigingen en om bij te dragen aan het realiseren van de optimistische toekomst die ze voor ogen hebben. Solarpunks oefenen de beweging op verschillende manieren uit, zoals het creëren van ecodorpen tot kleinere acties zoals het kweken van eigen eten en doe-het-zelven.
Atompunk · Biopunk · Clockpunk · Cyberpunk · Decopunk · Dieselpunk · Nanopunk · Solarpunk · Steampunk · Steelpunk